# Башни IFS (Чэнду)
Башни IFS (成都国际金融中心, Chengdu International Finance Square или Chengdu IFS) — многофункциональный комплекс небоскрёбов, расположенный в деловом центре китайского города Чэнду (район Цзиньцзян). Построен в 2015 году в стиле модернизма. Состоит из четырёх высотных башен и многоуровневого торгово-развлекательного центра.
Архитекторами комплекса выступили компании Kohn Pedersen Fox, Benoy и LWK & Partners, владельцем является гонконгский застройщик The Wharf Holdings. По состоянию на 2022 год башни № 1 и 2 являлись вторыми по высоте зданиями города, 377-ми по высоте зданиями Азии и 587-ми — мира. Башня № 4 являлась 25-м по высоте зданием Чэнду.  
В башне № 3 размещается пятизвёздочный отель Niccolo Chengdu (сеть принадлежит группе The Wharf Holdings). Нижние уровни занимают автомобильный паркинг и переходы на станцию метро Чуньси-роуд. Между башнями и на крышах разбиты небольшие скверы.  

## Структура
- 50-этажная офисная башня 1 (247 м) построена в 2014 году[7][8][9].
- 50-этажная офисная башня 2 (247 м) построена в 2014 году[10][11][12].
- 48-этажная гостиничная башня 3 (188 м) построена в 2015 году[13][14].
- 46-этажная жилая башня 4 (198 м) построена в 2015 году[15][16].
- Торговый центр IFS Chengdu Mall

## Галерея

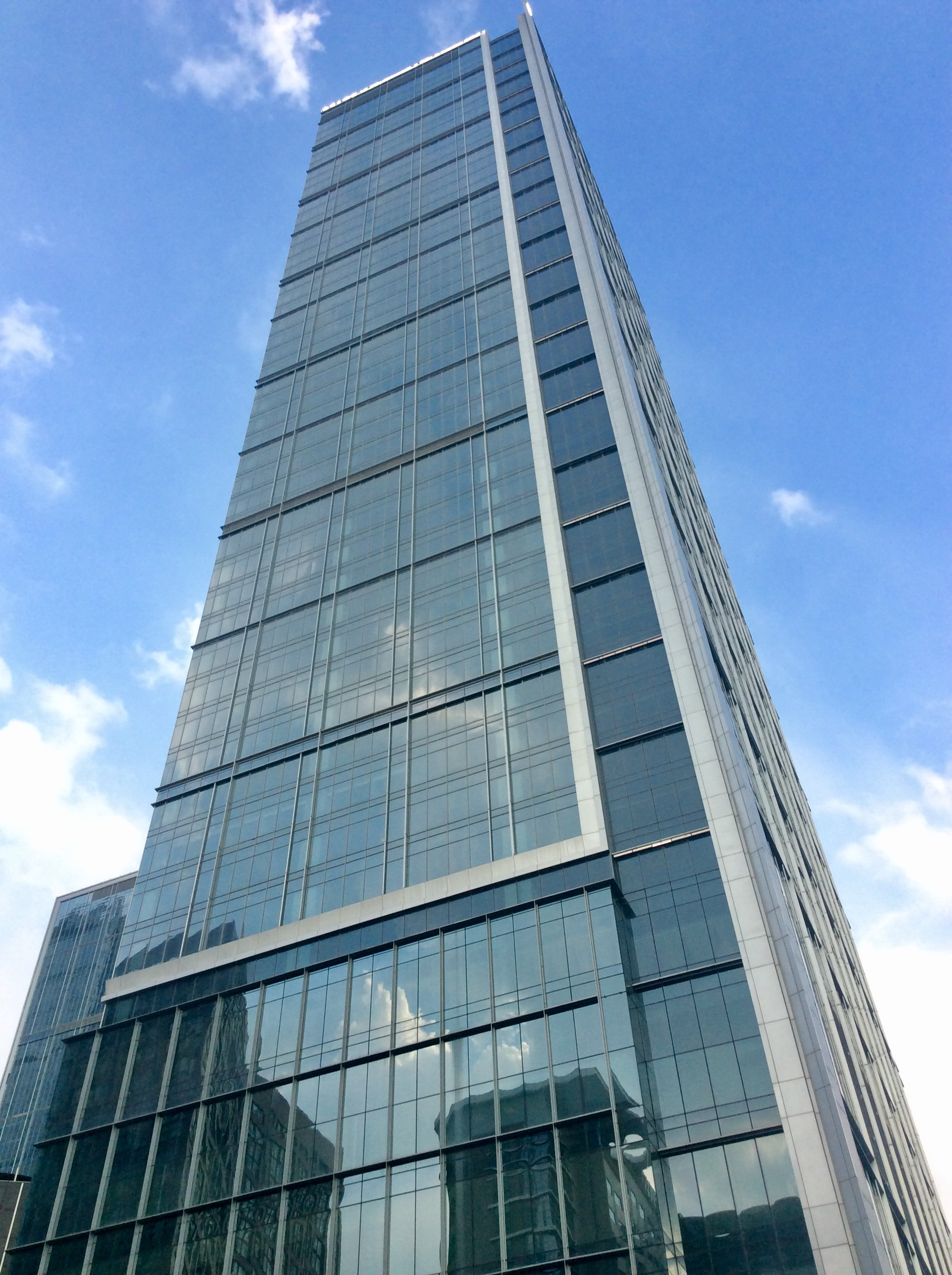
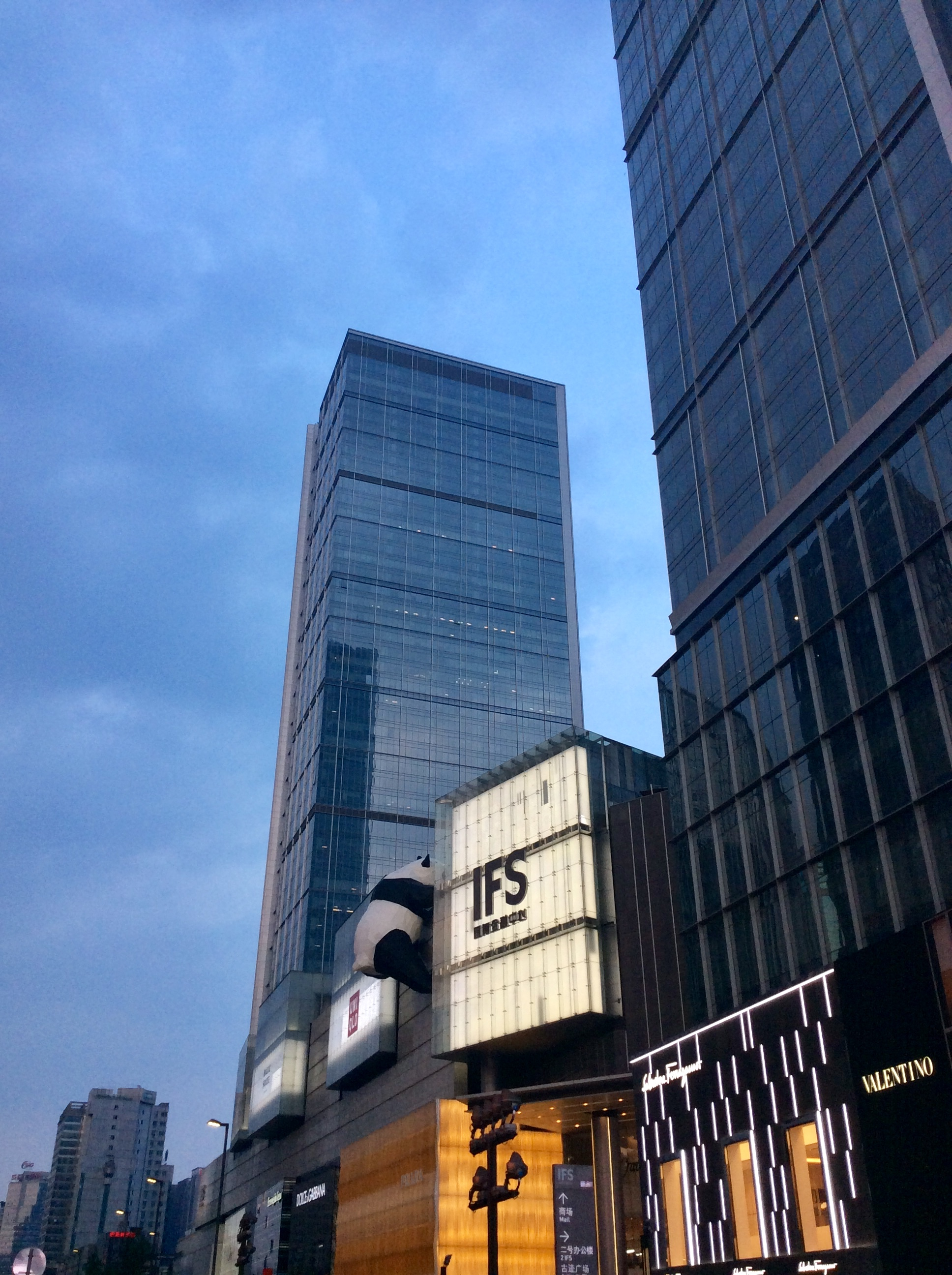
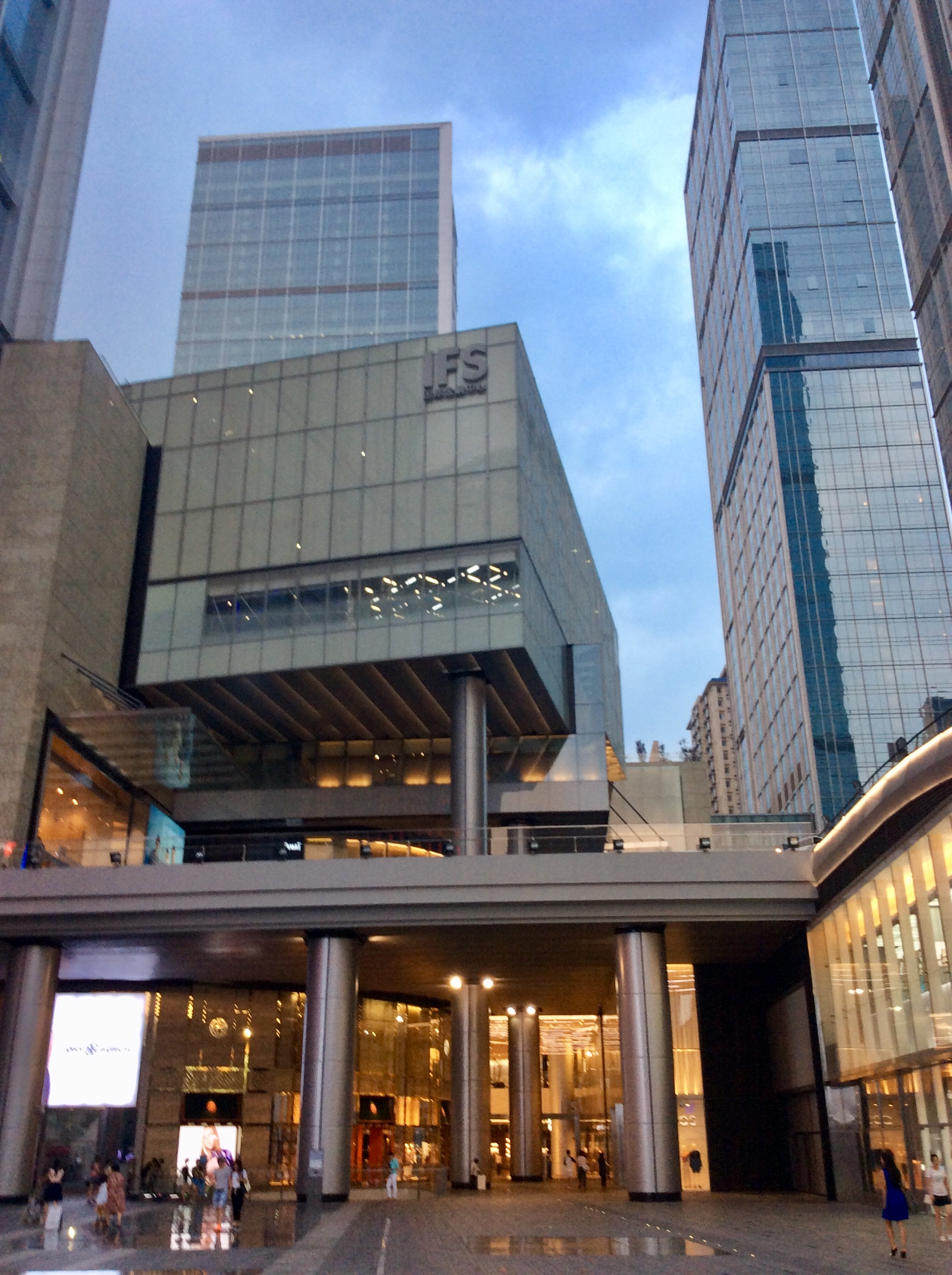
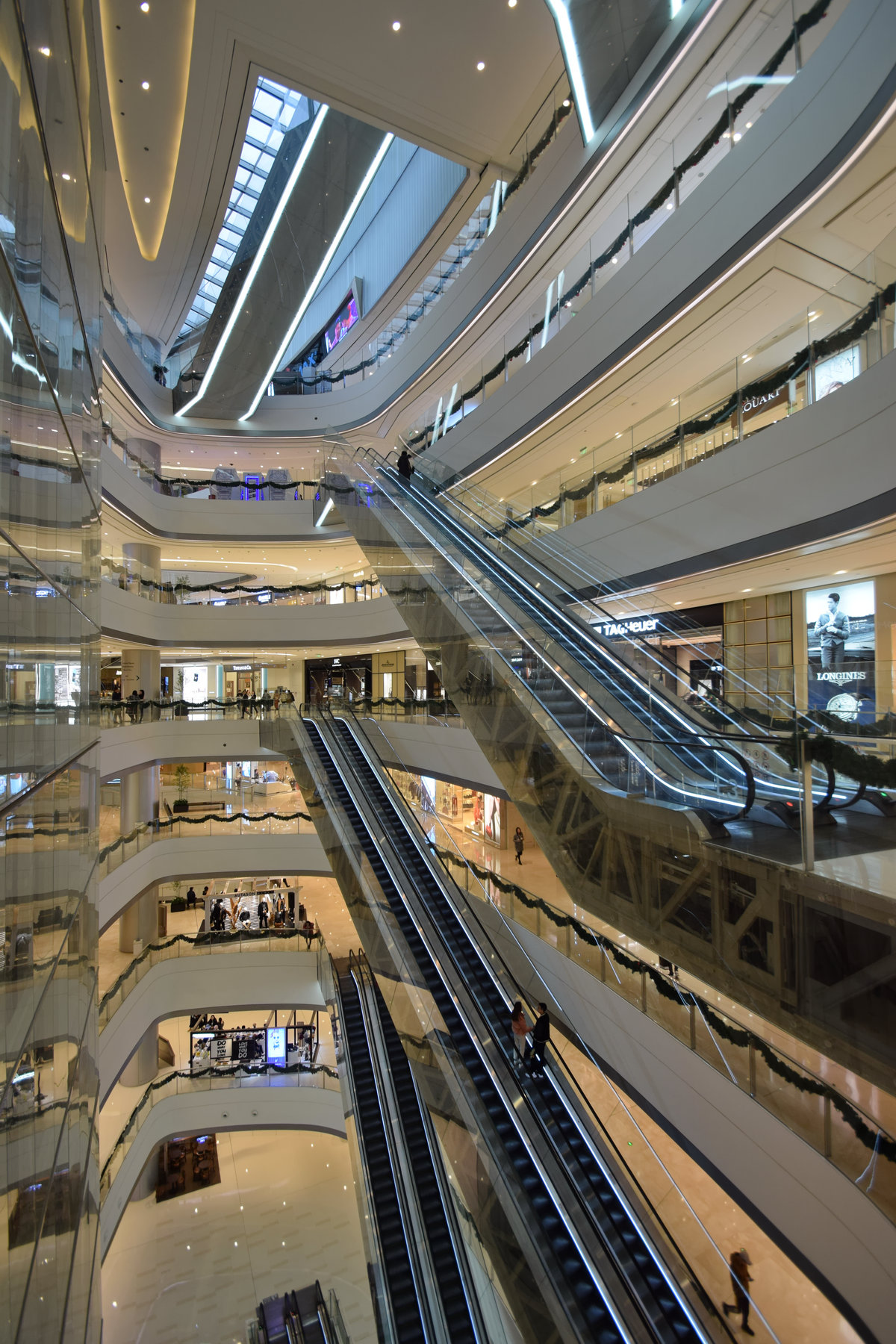

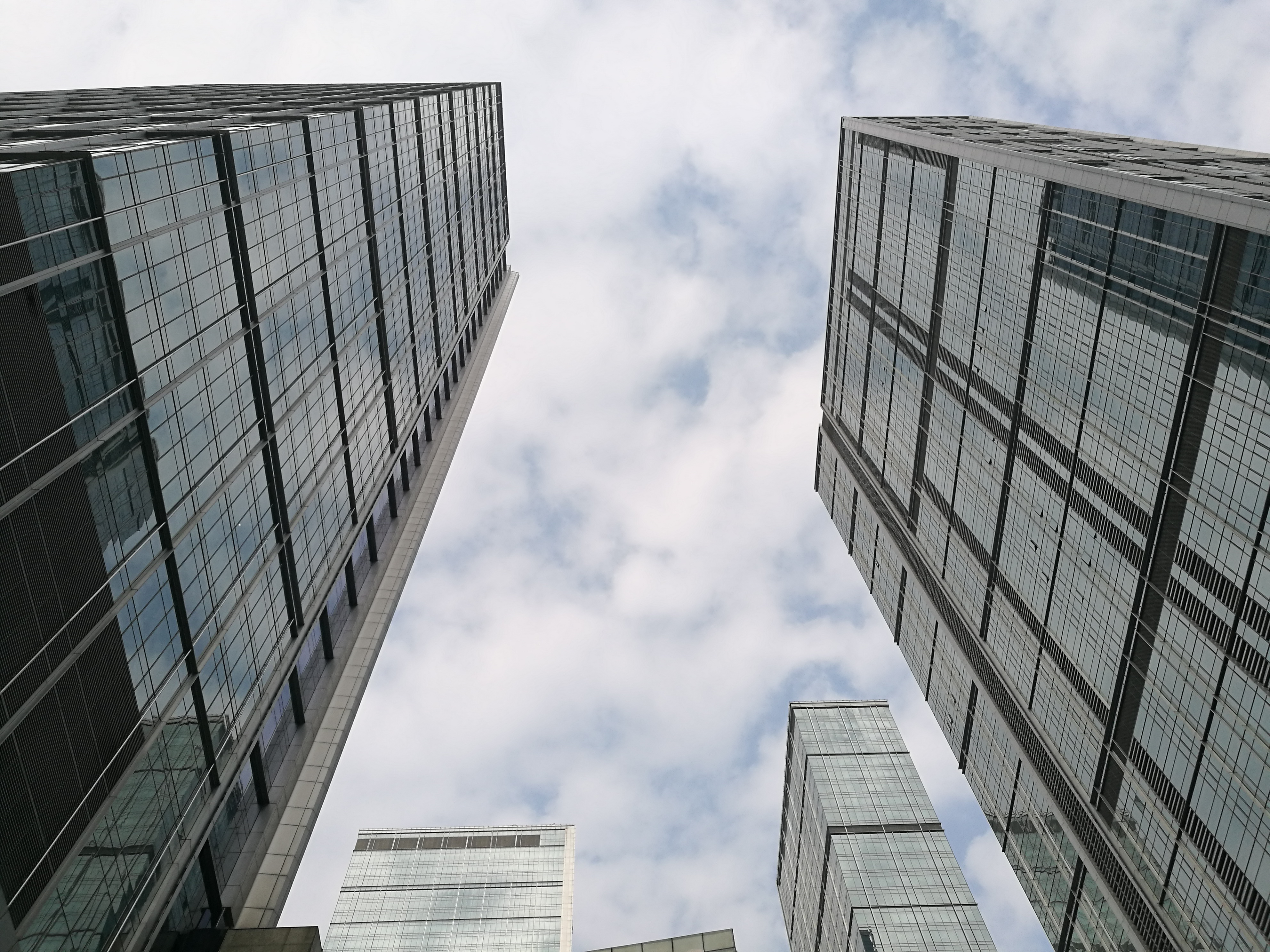
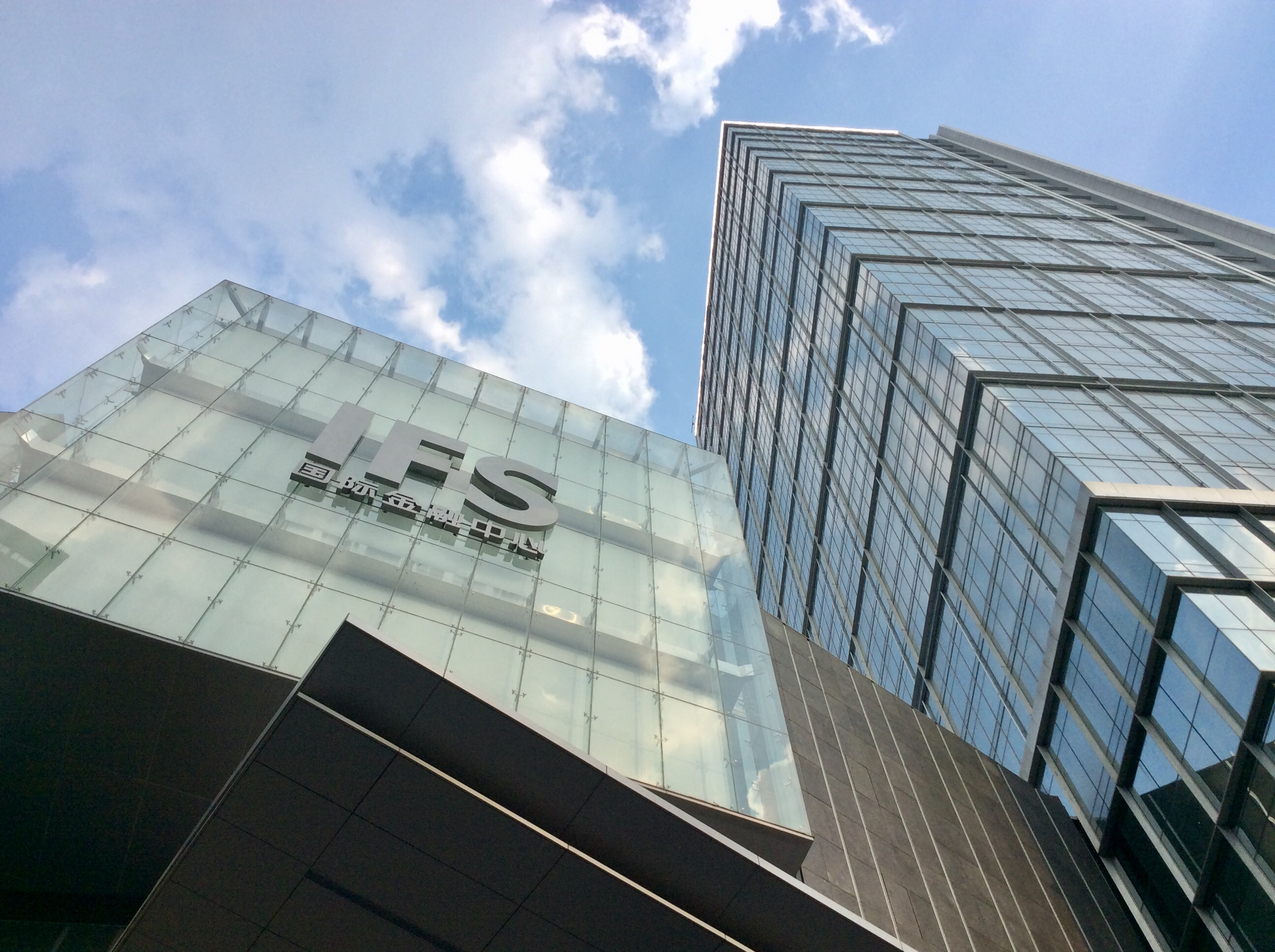
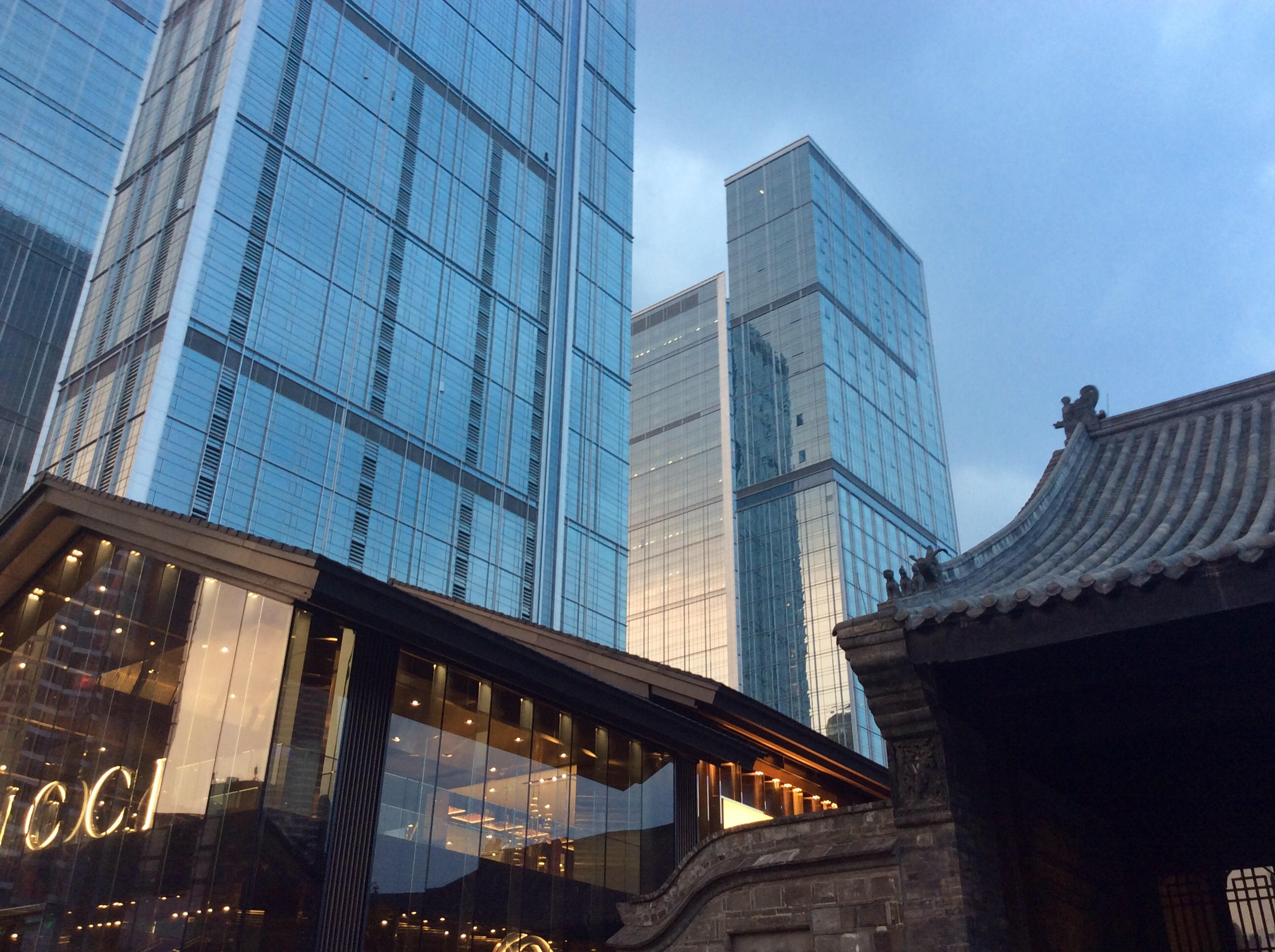
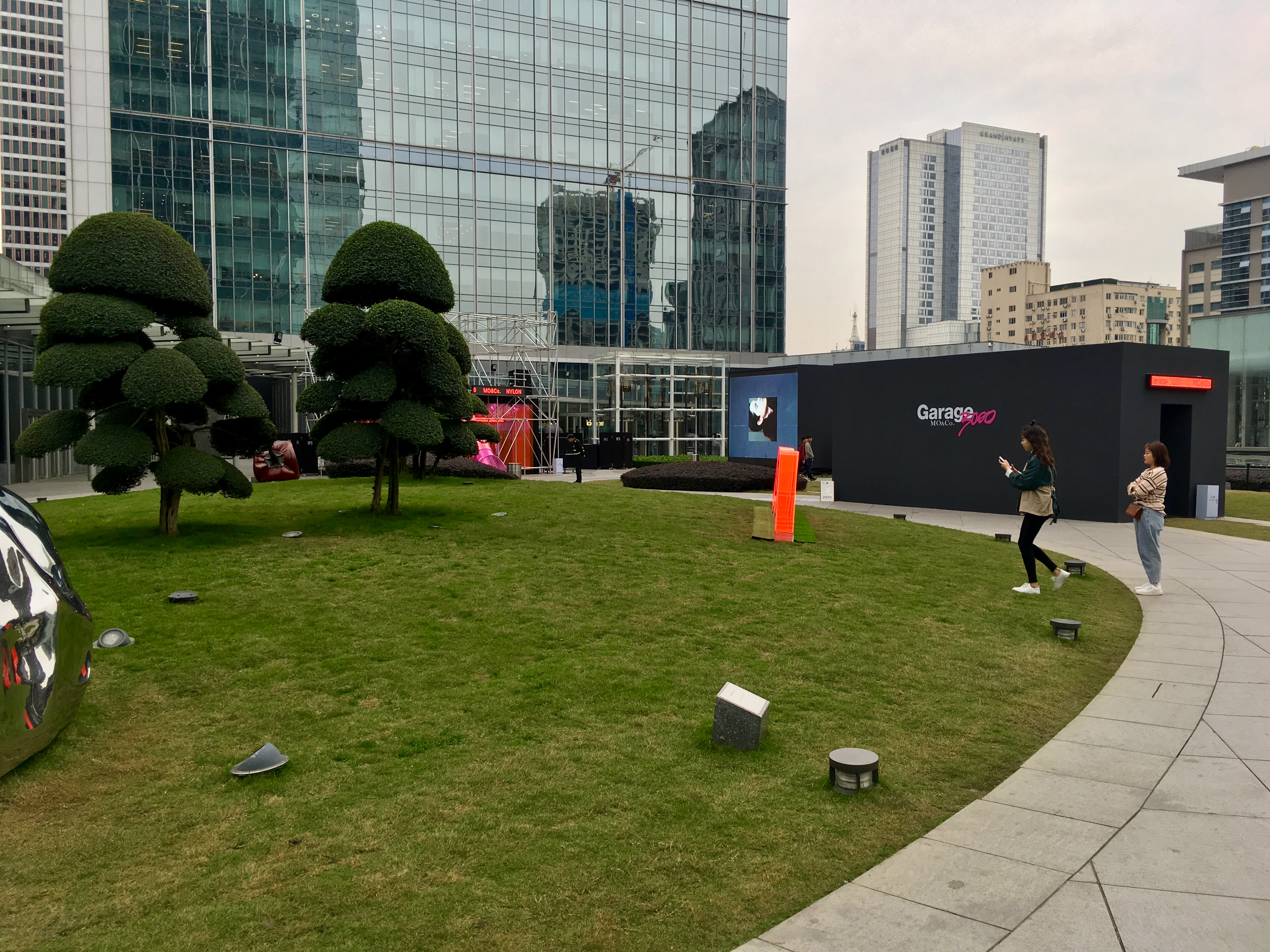